# Коневка (Саратовская область)
Коневка — село в Петровском районе Саратовской области, входит в состав сельского поселения Берёзовское муниципальное образование.

## География
Находится на расстоянии примерно 15 километров по прямой на запад-юго-запад от районного центра города Петровск.

## История
Официальная дата основания 1750 год.

## Население
Постоянное население составило 22 человека (русские 50%, чеченцы 50%) в 2002 году, 4 в 2010.